# Fabrique Nationale de Herstal
Fabrique Nationale de Herstal (FN) is een Belgische producent van vuurwapens. De hoofdvestiging bevindt zich in Herstal, nabij Luik. Sinds 1997 is het bedrijf volledig eigendom van het Waals Gewest.

## Activiteiten
FN maakt vuurwapens voor leger en politie, maar het grootste deel van de wapens gaan naar de schietsport en de jacht. De omzet van de hele FN-groep bedraagt zo'n 678 miljoen euro. Er werken ca. 1300 mensen bij Herstal België (in Herstal en Zutendaal). FN is ook de eigenaar van twee Amerikaanse wapenproducenten Browning Arms Company en Winchester Repeating Arms Company. In de Verenigde Staten heeft FN Herstal een productieafdeling in Columbia (South Carolina) (FN Manufacturing) en een verkoops- en marketingafdeling in McLean (Virginia) (FNH USA), nabij Washington D.C..
Het Waals Gewest is sinds 1997 voor 100% eigenaar en had de aandelen origineel ondergebracht bij haar participatiemaatschappij Sogepa, de Société Wallonne de Gestion et de Participations. Na de fusie van SOGEPA met SOWALFIN en SRIW, werd Wallonie Entreprendre (WE) de nieuwe moedermaatschappij. 

## Geschiedenis
De Fabrique Nationale d'Armes de Guerre (FN) werd in 1889 opgericht om het Belgische leger van wapens te voorzien. Het was een opdracht om 150.000 geweren onder licentie van het Duitse Mauser te produceren. In 1894 was de opdracht voltooid. De geweren waren zo goed, dat er tal van orders uit het buitenland binnenkwamen, maar FN mocht deze niet leveren omdat Mauser alle rechten had. Om de duizend arbeiders van FN aan het werk te houden ging de fabriek fietsen, motorfietsen, auto's en vrachtwagens maken.
De focus van FN bleef bij wapens liggen en het bedrijf ging op zoek naar wapenontwerpers en kocht patenten om weer wapens te gaan produceren. Vanaf 1898 had FN een goede relatie met John Browning en samen maakten ze talloze bekend geworden wapens, onder andere de Browningpistolen. Browning had een uitvinding gedaan, waarbij de patronen vanuit het magazijn in de loop werden geduwd, afgeschoten, uitgeworpen en een nieuw patroon geladen werd alles door een mechanisme dat werd aangedreven door de druk in de loop op het moment van het schot. De M 1910, ontworpen door John Browning en geproduceerd door FN, werd gebruikt voor de moord op Frans Ferdinand van Oostenrijk, aanleiding tot de Eerste Wereldoorlog. 

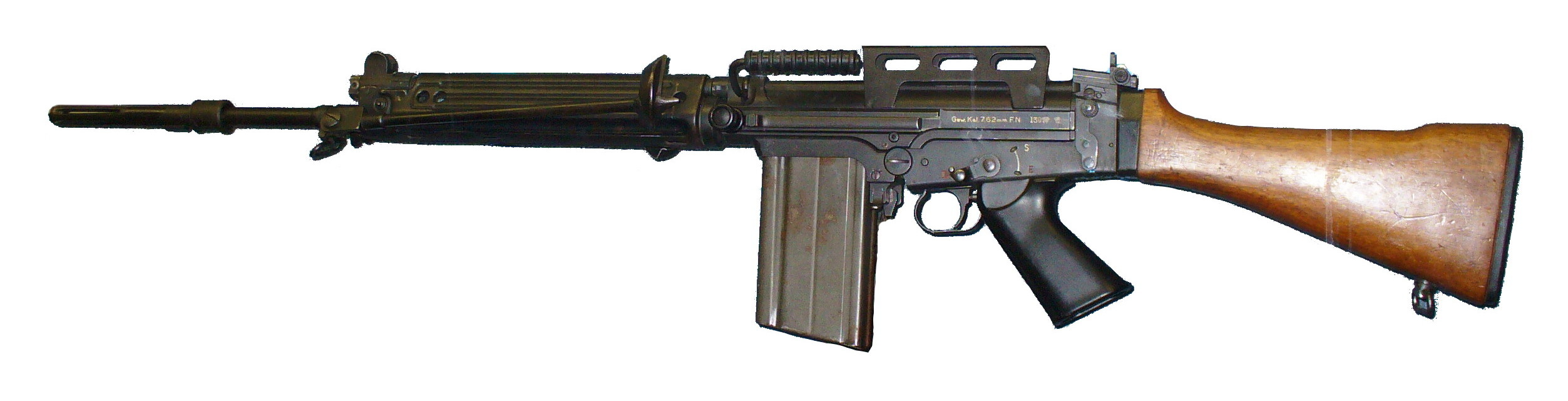
FN FAL geweer

FN groeide uit tot 's werelds grootste wapenfabriek en behield deze positie tot ver na de Tweede Wereldoorlog. De FN FAL, een licht semiautomatisch geweer, was een van de populairste militaire wapens ter wereld. Het wapen werd ontworpen in de periode 1947-1953 en kwam vanaf 1953 in de productie bij FN. Het was een commercieel succes en het wapen werd in 70 landen gebruikt. Na de M16 en de AK-47 was het een van de bekendste en meest verkochte wapens ter wereld. Verder produceerde FN wapens in licentie. Van de Amerikaanse M16 heeft FN meer dan een half miljoen exemplaren gemaakt. Verder heeft het honderdduizenden Uzi-pistoolmitrailleurs geproduceerd voor het Nederlandse leger. In 1989 nam FN Herstal USRAC over, de fabrikant van de bekende Winchester geweren. 
Met het einde van de Koude Oorlog droogden de opdrachten voor nieuwe wapens op. FN leed in het eerste halfjaar van 1990 een verlies van bijna, omgerekend, 45 miljoen euro en had schulden van bijna een half miljard euro. In 1991 verkocht de eigenaar, Société Générale de Belgique, FN aan het Franse staatswapenbedrijf GIAT. Hierbij verloren ongeveer de helft van de 2600 werknemers van FN hun baan. GIAT verkreeg 90% van de aandelen in FN, maar een groot deel van de schulden bleef achter bij de Generale Maatschappij. De overname door GIAT liep uit op een mislukking en de Waalse overheid moest de fabriek in 1997 terugkopen om een faillissement te voorkomen. Het bedrijf zorgde meerdere malen voor controverse in de Belgische politiek. In 1992 viel de regering over onderhandelingen over wetgeving over wapenuitvoer, en in 2002 volgde een tweede crisis rond de levering van FN-wapens aan Nepal. Daar woedde op dat moment een burgeroorlog, wat de levering van wapens aan het land onwettelijk maakte. Het kernkabinet had toch toestemming gegeven voor de levering, wat zorgde voor heel wat kritiek. Magda Aelvoet, de minister die mede haar toestemming voor de levering had gekregen, moest uiteindelijk ontslag nemen.

## Geproduceerde wapens
FN produceerde ongeveer 450.000 vuurwapens per jaar, hiervan is ongeveer een derde voor leger en politie. De rest is voor de schietsport en de jacht.

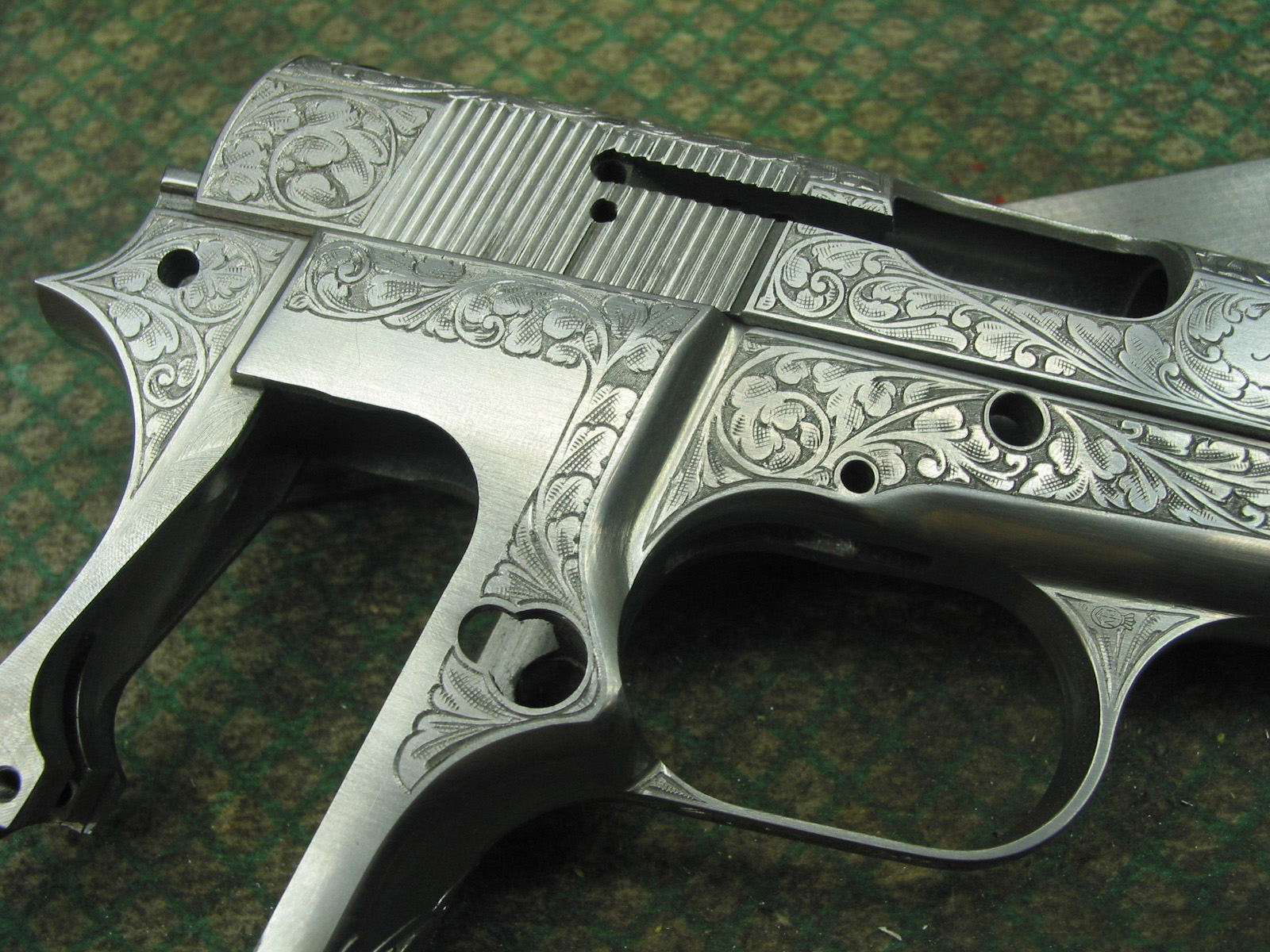
Gravure op een FN Browning GP35

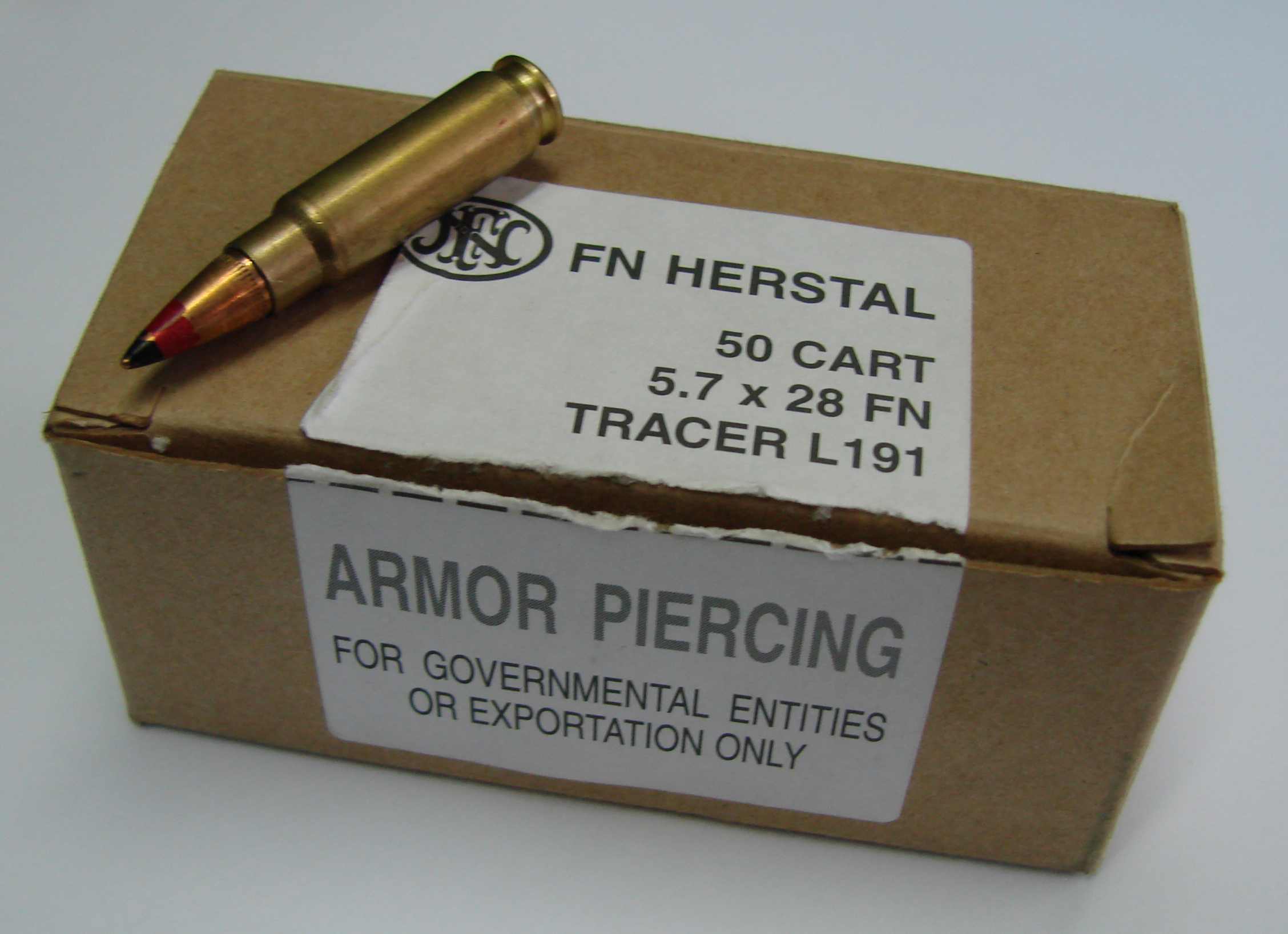
Munitiedoos met logo

De volgende wapens werden door FN geproduceerd:
| Pistolen FN Model 1900 FN Model 1903 FN Model 1905 FN Model 1910 FN Model 1910/22 FN Browning High Power FN HP-DA FN Forty-Nine FN Five-seveN FN FNP (-9, -40, -45 en -357) FN Browning mod. 150 match (.22) Revolvers FN Barracuda Machinepistolen FN P90 en PS90 Hagelgeweren FN B25 sport geweer FN Self-Loading Police Shotgun FN Tactical Police Shotgun | Niet-automatische geweren FN 24/30 FN 30-11 FN Patrol Bolt Rifle FN Special Police Rifle Halfautomatische geweren FN Model 1949 Automatische geweren FN FAL FN CAL FN FNC FN F2000 en FS2000 FN SCAR-L FN SCAR-H Machinegeweren FN MAG (ook wel M240) FN BRG-15 (ontwerp) FN Minimi (Amerikaanse versie is de M249, niet hetzelfde wapen) FN M3P Speciale geweren FN 303 (luchtdrukprojectiellanceerder) FN EGLM (granaatlanceerder voor montage op SCAR) |

## Auto's en motorfietsen

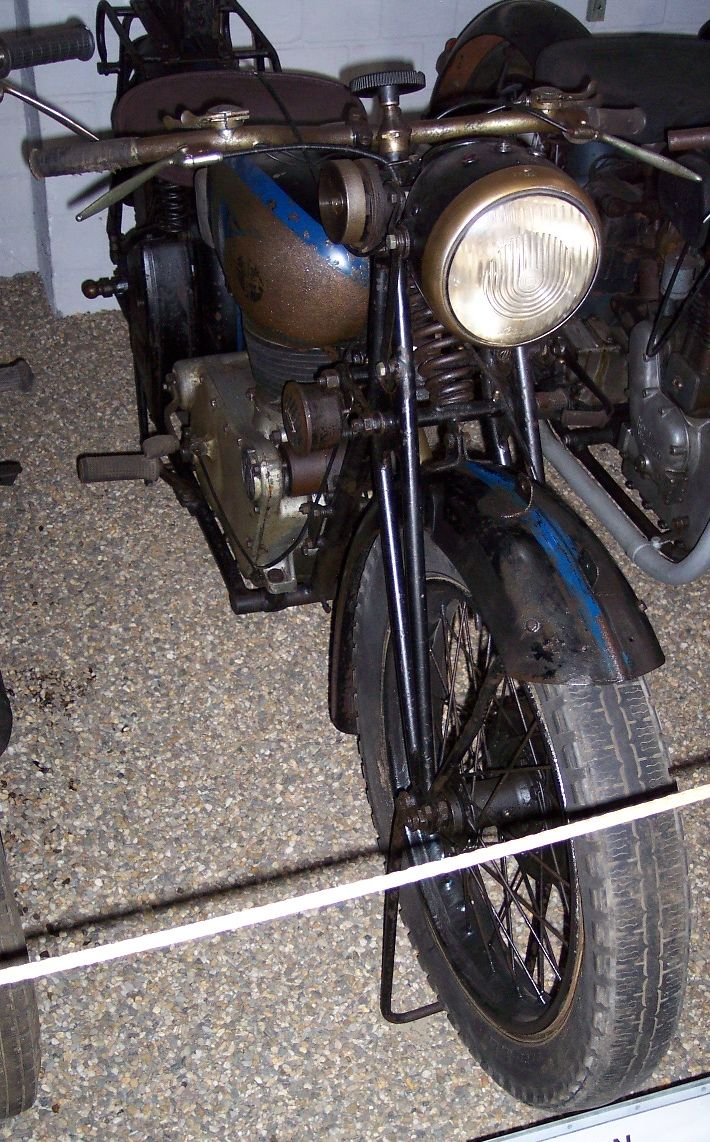
FN M11 motorfiets (1938)

Naast wapens produceerde FN ook motorfietsen, automobielen en vrachtwagens.
Rond 1900 begon FN met de productie van auto's. Behalve elegante limousines maakte het ook sportwagens. Tot de Eerste Wereldoorlog kon FN uitstekend mee met de concurrentie, maar men miste de slag daarna. Men besloot zich op motorfietsen en wapens te concentreren, maar FN maakte nog voertuigen voor het Belgische leger, waaronder de FN 62C vrachtwagen (4x4) voor algemeen gebruik en de FN AS 24 waarvan de laatste in 1966 de fabriek verliet. Motorfietsen werden tot 1965 gebouwd. Ook zijn een tijdlang straalmotoren van Rolls Royce in licentie gebouwd.